# Campionati francesi di sci alpino 1999
I Campionati francesi di sci alpino 1999 si svolsero a La Clusaz dal 17 al 21 marzo. Il programma incluse gare di discesa libera, supergigante, slalom gigante, slalom speciale e combinata, sia  maschili sia femminili.
Trattandosi di competizioni valide anche ai fini del punteggio FIS, vi parteciparono anche sciatori di altre federazioni, senza che questo consentisse loro di concorrere al titolo nazionale francese.

## Risultati

### Uomini

#### Discesa libera
| Pos. | Atleta                   | Nazione | Tempo   |
| ---- | ------------------------ | ------- | ------- |
| 1    | Christophe Saioni        | Francia | 1:23,39 |
| 2    | Sébastien Fournier-Bidoz | Francia | 1:23,46 |
| 3    | Benjamin Melquiond       | Francia | 1:23,72 |
| 4    | Antoine Dénériaz         | Francia | 1:23,78 |
| 5    | Claude Crétier           | Francia | 1:23,95 |
| 6    | Gaëtan Llorach           | Francia | 1:24,10 |
| 7    | Simon Bastelica          | Francia | 1:24,26 |
| 8    | Robin Marullaz           | Francia | 1:24,28 |
| 9    | Patrice Manuel           | Francia | 1:24,36 |
| 10   | Marc Bottollier-Lasquin  | Francia | 1:24,65 |

Data: 17 marzo

#### Supergigante
| Pos. | Atleta                   | Nazione | Tempo   |
| ---- | ------------------------ | ------- | ------- |
| 1    | Christophe Saioni        | Francia | 1:19,05 |
| 2    | Antoine Dénériaz         | Francia | 1:19,67 |
| 3    | Sébastien Fournier-Bidoz | Francia | 1:19,83 |
| 4    | Claude Crétier           | Francia | 1:19,98 |
| 5    | Patrice Manuel           | Francia | 1:20,02 |
| 6    | Pierre-Emmanuel Dalcin   | Francia | 1:20,07 |
| 7    | Cédric Meilleur          | Francia | 1:20,32 |
| 8    | Frédéric Covili          | Francia | 1:20,49 |
| 9    | Sébastien Missillier     | Francia | 1:20,50 |
| 10   | Freddy Rech              | Francia | 1:21,09 |

Data: 19 marzo

#### Slalom gigante
| Pos. | Atleta               | Nazione | Tempo   |
| ---- | -------------------- | ------- | ------- |
| 1    | Raphaël Burtin       | Francia | 2:22,73 |
| 2    | Nicolas Zoll         | Francia | 2:23,51 |
| 3    | Joël Chenal          | Francia | 2:23,58 |
| 4    | Aymeric Simon        | Francia | 2:23,92 |
| 5    | Jeff Piccard         | Francia | 2:23,95 |
| 6    | Victor Gómez         | Andorra | 2:25,01 |
| 7    | Ian Piccard          | Francia | 2:25,16 |
| 8    | Patrice Manuel       | Francia | 2:25,37 |
| 9    | Gregory Guignier     | Francia | 2:25,41 |
| 10   | Sébastien Missillier | Francia | 2:25,51 |

Data: 20 marzo

#### Slalom speciale
| Pos. | Atleta            | Nazione | Tempo   |
| ---- | ----------------- | ------- | ------- |
| 1    | Sébastien Amiez   | Francia | 1:23,21 |
| 2    | Kévin Page        | Francia | 1:23,71 |
| 3    | Yves Dimier       | Francia | 1:23,91 |
| 4    | Éric Rolland      | Francia | 1:24,27 |
| 5    | Pierre Violon     | Francia | 1:24,33 |
| 6    | Joël Chenal       | Francia | 1:24,59 |
| 7    | Yannick Turrel    | Francia | 1:25,13 |
| 8    | Éric Lacas        | Francia | 1:25,17 |
| 9    | Jérôme Baptendier | Francia | 1:25,22 |
| 10   | Gaëtan Llorach    | Francia | 1:25,43 |

Data: 21 marzo

#### Combinata
| Pos. | Atleta         | Nazione |
| ---- | -------------- | ------- |
| 1    | Gaëtan Llorach | Francia |
| 2    | ?              | ?       |
| 3    | ?              | ?       |

### Donne

#### Discesa libera
| Pos. | Atleta               | Nazione | Tempo   |
| ---- | -------------------- | ------- | ------- |
| 1    | Carole Montillet     | Francia | 1:25,18 |
| 2    | Florence Masnada     | Francia | 1:25,22 |
| 3    | Marianne Bréchu      | Francia | 1:25,38 |
| 4    | Anne-Laure Givelet   | Francia | 1:26,44 |
| 5    | Alexandra Zimmermann | Francia | 1:26,62 |
| 6    | Raphaëlle Strub      | Francia | 1:26,68 |
| 7    | Delphine Rayne       | Francia | 1:26,77 |
| 8    | Souazic Le Guillou   | Francia | 1:26,78 |
| 9    | Sabrina Chardon      | Francia | 1:26,91 |
| 10   | Séverine Remondet    | Francia | 1:26,94 |

Data: 17 marzo

#### Supergigante
| Pos. | Atleta           | Nazione  | Tempo   |
| ---- | ---------------- | -------- | ------- |
| 1    | Carole Montillet | Francia  | 1:22,14 |
| 2    | Marianne Bréchu  | Francia  | 1:22,31 |
| 3    | Fujiko Sekino    | Francia  | 1:23,45 |
| 4    | Florence Masnada | Francia  | 1:23,55 |
| 5    | Fanny Marullaz   | Francia  | 1:24,05 |
| 6    | Marion Rolland   | Francia  | 1:24,40 |
| 7    | Aurélie Santon   | Francia  | 1:24,49 |
| 8    | Karine Meilleur  | Francia  | 1:24,53 |
| 9    | Kumiko Kashiwagi | Giappone | 1:24,69 |
| 10   | Juri Takishita   | Giappone | 1:24,90 |

Data: 19 marzo

#### Slalom gigante
| Pos. | Atleta                | Nazione     | Tempo   |
| ---- | --------------------- | ----------- | ------- |
| 1    | Leïla Piccard         | Francia     | 2:37,03 |
| 2    | Mélanie Lenoir        | Francia     | 2:38,52 |
| 3    | Fujiko Sekino         | Francia     | 2:38,68 |
| 4    | Raphaëlle Strub       | Francia     | 2:38,94 |
| 5    | Souazic Le Guillou    | Francia     | 2:39,10 |
| 6    | Emma Carrick-Anderson | Regno Unito | 2:39,32 |
| 7    | Juri Takishita        | Giappone    | 2:39,35 |
| 8    | Christel Pascal       | Francia     | 2:39,36 |
| 9    | Kristina Duvillard    | Francia     | 2:39,55 |
| 9    | Kumiko Kashiwagi      | Giappone    | 2:39,55 |

Data: 20 marzo

#### Slalom speciale
| Pos. | Atleta                | Nazione     | Tempo   |
| ---- | --------------------- | ----------- | ------- |
| 1    | Stéphanie Clément-Guy | Francia     | 1:25,87 |
| 2    | Hélène Richard        | Francia     | 1:25,98 |
| 3    | Christel Pascal       | Francia     | 1:26,27 |
| 4    | Vicky Grau            | Andorra     | 1:26,32 |
| 5    | Laure Pequegnot       | Francia     | 1:26,57 |
| 6    | Florence Masnada      | Francia     | 1:26,66 |
| 7    | Emma Carrick-Anderson | Regno Unito | 1:27,75 |
| 8    | Céline Martin         | Francia     | 1:28,07 |
| 9    | Souazic Le Guillou    | Francia     | 1:28,17 |
| 10   | Vanessa Vidal         | Francia     | 1:28,28 |

Data: 21 marzo

#### Combinata
| Pos. | Atleta           | Nazione |
| ---- | ---------------- | ------- |
| 1    | Florence Masnada | Francia |
| 2    | ?                | ?       |
| 3    | ?                | ?       |